# Mercedes Marín del Solar
Mercedes Marin del Solar, en espagnol : Mercedes Marín del Solar, née Mercedes Marín Recabarren le 11 septembre 1804 à Santiago dans la Capitainerie générale du Chili et morte le 21 décembre 1866, est connue pour avoir été la 1re femme au Chili à publier de la poésie.

## Biographie
Mercedes Marín Recabarren est la fille du secrétaire de la première junte gouvernementale du Chili, Gaspar Marín et de Luisa Recabarren. Inspiré par son père dès son plus jeune age, elle commence à écrire à 14 ans sur l’indépendance du Chili notamment.
Elle se marie en 1830 avec l'écrivain José María del Solar (es).
Ce qui l’a rendu célèbre est le poème qu’elle a écrit à propos de l’assassinat du ministre Diego Portales (ministre des affaires étrangères du Chili, assassiné le 6 juin 1837), terminé parla signature « écrit par une femme ». Quelque mois après, le journal El Mercurio de Valparaíso publie son nom, mettant fin à son anonymat.